# Togolandia británica
Togolandia británica o Togolandia Occidental fue un mandato clase B de la Liga de las Naciones en el África occidental, en la actual Ghana, bajo el poder mandatario del Reino Unido. Se formó de manera efectiva en 1916 por la división del territorio ocupado por el protectorado alemán de Togolandia en dos territorios, la Togolandia francesa y Togolandia británica, durante la Primera Guerra Mundial. En 1922, Togolandia británica fue puesta formalmente bajo dominio británico mientras que la Togolandia francesa, actual Togo, fue puesta bajo el dominio francés.
Tras la Segunda Guerra Mundial, el estatuto político de la Togolandia británica cambió, ya que se convirtió en un Territorio en fideicomiso de las Naciones Unidas administrado por el Reino Unido. Durante la descolonización de África, se organizó un referéndum en el Togo británico en mayo de 1956 para decidir el futuro del territorio. La mayoría de los votantes que participaron votaron por la fusión del territorio con la vecina Costa de Oro, una Colonia de la Corona británica. Menos de tres meses después, los dos territorios se fusionaron formalmente en diciembre de 1956, y la Costa de Oro se independizó como Ghana en marzo de 1957.
La capital de Togolandia británica Ho, que ahora es la capital de la región del Volta de Ghana, incluye gran parte del territorio del antiguo Mandato.

## Origen
El territorio de Togolandia británica se formó después de una partición de Togolandia el 27 de diciembre de 1916, durante la Primera Guerra Mundial. Fuerzas británicas y francesas ocuparon Togo. Después de la guerra, el 20 de julio de 1922 la Sociedad de Naciones dio su mandato para transferir formalmente el control de Togolandia al Reino Unido.

## Mandato de las Naciones Unidas
Tras la Segunda Guerra Mundial, el mandato se convirtió en territorio en fideicomiso de la ONU administrado por el Reino Unido. Durante los períodos de mandato y de administración fiduciaria, Togolandia británica fue administrada como parte del territorio adyacente de la Costa de Oro, bajo el nombre de Trans-Volta Togo (TVT).

## Unión con Ghana
En 1954, el gobierno británico informó a la ONU que sería incapaz de administrar el territorio en fideicomiso después de la independencia de Ghana.  En consecuencia, la Asamblea General de la ONU aprobó en diciembre de 1955 una resolución que asesoraba al gobierno británico para celebrar un plebiscito sobre el futuro del territorio.  
El 9 de mayo de 1956, este referéndum se celebró bajo supervisión de la ONU con la elección entre la integración formal con el futuro independiente de Costa de Oro o la continuación como territorio en fideicomiso. El 58% de los votos optó por la integración, con el apoyo más fuerte en el norte que el sur. 
El 13 de diciembre de 1956, esta unificación se llevó a cabo, la creación de una única entidad que se convirtió en la nueva nación independiente de Ghana el 6 de marzo del año siguiente.  
La parte sur del territorio es ahora la Región del Volta de Ghana.